# Mu Tauri
Désignations
Mu Tauri (μ Tauri / μ Tau) est une étoile de la constellation zodiacale du Taureau. D'une teinte bleutée, elle est visible à l'œil nu avec une magnitude apparente de 4,27. Distante d'environ 490 années-lumière, elle est membre de l'association stellaire de Mu Tauri, dont elle est l'une des étoiles les plus brillantes. Mu Tauri est une étoile sous-géante de type B qui arrive à la fin de sa vie sur la séquence principale.

## Environnement stellaire
Mu Tauri présente une parallaxe de 6,67 ± 0,33 mas telle que mesurée par le satellite Gaia, ce qui permet d'en déduire qu'elle est distante d'environ ∼ 490 a.l. (∼ 150 pc) de la Terre. Elle s'éloigne du système solaire à une vitesse radiale de +16 km/s.
Mu Tauri ne possède pas de compagnon stellaires connus qui lui seraient directement associés. Elle est toutefois membre de l'association de Mu Tauri (abrégé MUTA), à qui elle a donné son nom car elle en est l'une des étoiles les plus brillantes. Il s'agit d'une association d'étoiles se déplaçant ensemble dans l'espace et partageant une origine commune, dont l'âge est estimé à 62 ± 7 millions d'années.

## Propriétés
Mu Tauri est une étoile sous-géante bleu-blanc de type spectral B3IV. Sa vitesse radiale a été soupçonnée de présenter une variabilité au début du XXe siècle, avant que des relevés plus détaillés dans les années 1950 puis 1970 ne montrent qu'elle est en fait constante. Le satellite TESS a mis en évidence que l'étoile connaît des pulsations de basse fréquence typiques des étoiles de type B à pulsation lente (SPB).
L'étoile est 6,7 fois plus massive que le Soleil. Sa luminosité est 462  fois plus grande que la luminosité solaire et sa température de surface est de 16 980 K. Elle tourne sur elle-même à une vitesse de rotation projetée de 89 km/s.
Mu Tauri présente un excès d'émission en infrarouge à une longueur d'onde de 18 μm, faisant d'elle un possible hôte d'un disque de débris chaud et diffus.